# Études logicielles
Les software studies (étude des logiciels ou encore « études logicielles ») sont un champ de recherche multidisciplinaire et émergent des sciences humaines et sociales qui étudie les logiciels (incluant les applications, les algorithmes, les programmes informatiques, l’apprentissage automatique et l’analyse du big data) en particulier sous l'angle de leurs effets socioculturels, « extra-fonctionnels » (c'est-à-dire, des effets qui émergent à partir de leur aspect purement fonctionnel).

## Histoire
Parmi les origines conceptuelles des software studies, on retrouve les études de Marshall McLuhan sur l’impact des médias en eux-mêmes (plutôt que le contenu des plateformes médiatiques) sur le façonnement de la culture. Certaines mentions de l’étude des logiciels comme pratique culturelle apparaissaient déjà dans Es gibt keine Software (traduit en anglais par There Is No Software) de Friedrich Kittler, publié en 1992. 
La mise en œuvre et l’utilisation des logiciels ont d’abord été étudiées dans les champs de la culture numérique, des Internet studies et des new media studies, puisque l’étude des logiciels au-delà de leurs fonctions et de leurs performances n’était pas considérée comme un domaine à part entière avant la création des software studies.
Les textes fondateurs de la discipline apparaissent au début des années 2000 : Language of New Media de Lev Manovich (traduit en français sous le titre Le langage des nouveaux médias) et Behind the Blip : Essays on the Culture of Software de Matthew Fuller. Par ailleurs, le développement des software studies a d’abord été motivé par les sciences du jeu et plus particulièrement par les platform studies (l’étude des systèmes informatiques et de leur rôle dans le travail créatif effectué sur ces plateformes) et l’étude des jeux vidéo[réf. souhaitée]. Les nouveaux médias, l’art logiciel, les graphiques animés (motion graphics) et la conception assistée par ordinateur sont par ailleurs toutes des pratiques culturelles importantes qui sont basées sur l’utilisation de logiciels, tout comme la création de nouvelles plateformes et de nouveaux protocoles.
Les premières conférences dans le domaine des software studies sont Software Studies Workshop 2006 et SoftWhere2008. En 2007, le groupe de recherche et studio de design Software Studies Initiative, dont l’objectif est de faire avancer la recherche dans le domaine des software studies, est créé par Lev Manovich, Benjamin H. Bratton et Noah Wardrip-Fruin à l’Université de Californie à San Diego. L’année suivante, MIT Press lance une collection intitulée Software Studies avec un volume d’essais (Software Studies : A Lexicon, édité par Matthew Fuller). En 2011, un groupe composé principalement de chercheurs britanniques fonde Computational Culture, un journal libre accès interdisciplinaire qui s’intéresse à la nature des objets, des pratiques, des processus et des structures informatiques et numériques.

## Méthodologie
Pour étudier les logiciels comme artéfacts, les études logicielles s’inspirent de méthodes et de théories des humanités numériques. Méthodologiquement, les software studies ne correspondent pas aux domaines de l’informatique et de l’ingénierie logicielle, qui s’intéressent principalement aux logiciels dans le cadre des théories de l’information et de leur application pratique. Cependant, ces domaines partagent tous un intérêt marqué pour l’alphabétisme informatique, particulièrement en ce qui concerne la programmation et le code source. Cet accent mis sur l’analyse des sources et des processus des logiciels distingue les software studies des new media studies, qui s’intéressent généralement plutôt aux interfaces.
Le chercheur Anthony Masure propose ainsi de présenter la spécificité critique des études logiciels en contraposition avec l'aspect purement pratique et fonctionnel du développement logiciel tel que celui-ci a été développé dans les domaines industriel, scientifique et militaire :
« Un des problèmes principaux posés par les analyses des logiciels (softwares) est qu'elles sont majoritairement axées sur les fonctions et les performances. Comme le note Matthew Fuller, de façon grinçante, de nombreuses théories IHM (Interfaces humains-machines) dérivent des approches cybernétiques développées durant la guerre froide, où il s'agissait de conduire (piloter) des missiles jusqu'à bon port. Il faut donc formuler des approches « critiques » des logiciels (« software criticism ») afin de chercher « de nouvelles façons de penser [allant à l'encontre] de cette sorte de design "amical" ou "créatif" ». Matthew Fuller dégage ainsi plusieurs catégories de logiciels permettant de pluraliser l'analyse des programmes:

- Les logiciels critiques (« critical softwares ») désignent des logiciels ressemblant à ceux que l'on connaît, mais qui œuvrent à déconstruire et à révéler leurs constructions sous-jacentes (circulation des données, codes source, etc.).
- Les logiciels sociaux (« social softwares ») ne doivent pas être confondus avec les « médias sociaux » qui réduisent trop souvent la sociabilité à un ensemble d'interactions limitées. Il s'agit ici de productions élaborées hors des courants dominants de l'industrie des programmes, avec des dynamiques sociales résultant de contribution et de négociation arbitrées collectivement.
- Enfin, les logiciels spéculatifs (« speculative softwares ») explorent tout le potentiel des langages de programmation par des enquêtes pouvant relever de la science-fiction ou d'une sorte d'« épistémologie mutante ». Ce genre de production détourne les moyens propres à l'ordinateur pour explorer, cartographier et brouiller ses logiques fonctionnelles. »

— Anthony Masure, Design et humanités numériques, p. 71

## Domaines connexes
Les software studies sont en relation avec de nombreux autres champs de recherche émergents dans le domaine des humanités numériques qui étudient les composantes fonctionnelles de la technologie d’un point de vue socioculturel. Les critical code studies, qui s’intéressent plus spécifiquement au code qu’aux interfaces, ainsi que les platform studies, qui s’intéressent aux relations entre hardware et software (entre matériel informatique et logiciels), sont aussi intimement liées aux software studies.